# Super Scramble Simulator
Super Scramble Simulator is een videospel dat werd uitgegeven door Gremlin Graphics Software. Het spel kwam in 1989 uit voor verschillende homecomputers. 

## Ontvangst
| Beoordeeld door                       | Jaar | Platform     | Score |
| ------------------------------------- | ---- | ------------ | ----- |
| ACE (Advanced Computer Entertainment) | 1989 | Commodore 64 | 84%   |
| ACE (Advanced Computer Entertainment) | 1989 | ZX Spectrum  | 83%   |
| ST Action                             | 1993 | Atari ST     | 82%   |
| Commodore Format                      | 1991 | Commodore 64 | 78%   |
| ASM (Aktueller Software Markt)        | 1989 | Commodore 64 | 77%   |
| ASM (Aktueller Software Markt)        | 1989 | Amstrad CPC  | 77%   |
| ASM (Aktueller Software Markt)        | 1989 | Atari ST     | 71%   |
| Computer and Video Games (CVG)        | 1989 | Commodore 64 | 69%   |
| The Games Machine (UK)                | 1989 | ZX Spectrum  | 55%   |
| The Games Machine (UK)                | 1989 | Commodore 64 | 51%   |